# Luca Toni
Luca Toni (Pavullo nel Frignano, Módena, 26 de mayo de 1977) es un exfutbolista italiano. Jugaba como delantero y su último club fue el Hellas Verona de la Serie A de Italia.

## Trayectoria
Luca Toni debutó como futbolista profesional en 1994 con el equipo de su provincia natal el Modena Football Club, donde permaneció durante dos temporadas, y en el cual jugó 32 partidos y anotó 8 goles. En 1996 pasó al Empoli donde sólo jugó 3 partidos y marcó un gol. Entre 1997 y 1999 jugó en la Serie C con los equipos Fiorenzuola y Lodigiani. En la temporada 1999-00 regresó a la Serie B con el Treviso y anotó 16 tantos en 39 partidos. El Vicenza se hizo con los servicios del italiano en la campaña 2000-01. En la siguiente temporada fue transferido al Brescia donde solo anotó 16 goles en dos temporadas. En el Palermo volvió a renacer durante la temporada 2003-04. Gracias a él, el equipo ascendió a la Serie A. El delantero jugó 83 partidos y anotó 51 goles.

### ACF Fiorentina

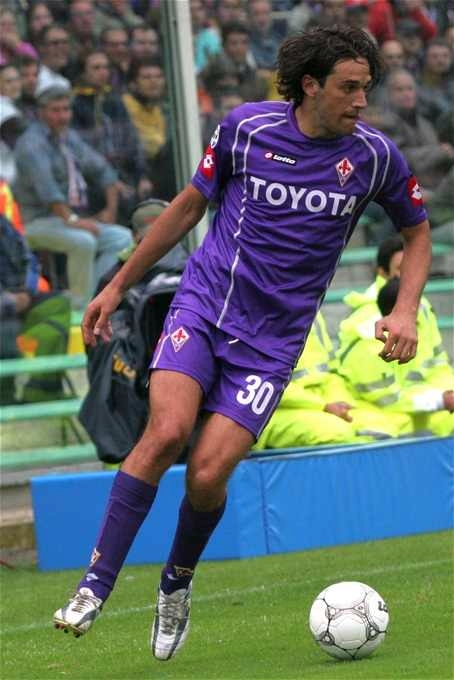
Durante su etapa como Viola, Toni consiguió ser capocannoniere en la temporada 2005-06 y Bota de Oro en la misma temporada.

La Fiorentina lo fichó como una estrella, el club viola pagó 18 millones de euros por su transferencia.
La 2005-06 fue su mejor temporada como futbolista, pues en ella se dio a conocer internacionalmente siendo el máximo goleador del campeonato italiano con 31 goles, y ganando además la Bota de Oro al goleador de las ligas europeas, quedando su equipo en puestos de clasificación para la Liga de Campeones de la UEFA. Por causas del Calciopoli, la Fiorentina comenzó la Liga Italiana 2006-07 con 19 puntos menos. Por eso, se comentaba que Toni podía marcharse al Inter de Milán. Hubo muchos rumores, pero al final Toni se quedó en la Fiorentina, para intentar salvar al conjunto viola del eventual descenso.

### Bayern de Múnich
En la temporada 2007-08, fichó por el Bayern Múnich, el club alemán pagó a la Fiorentina 12 millones de euros por su traspaso. En su primera temporada cuajó muy bien en el fútbol alemán. Ganó la 1. Bundesliga, la Copa de la Liga y la Copa de Alemania. En la Copa de la UEFA fue el máximo goleador de la competición junto al ruso Pável Pogrebniak del Zenit de San Petersburgo con 10 goles cada uno.

### Roma
En enero de 2010 se concretó su cesión a la A. S. Roma hasta el final de temporada, dado que el entrenador del Bayern Múnich Louis van Gaal apenas contó con sus servicios.

### Genoa CFC
En julio de 2010 se trasladó al Génova F. C., equipo con el cual firmó un contrato por dos años.

### Juventus
El 7 de enero de 2011 la Juventus anunció que había llegado a un acuerdo con el Génova para la adquisición del delantero. Debutó con la elástica bianconera dos días más tarde en el Estadio San Paolo de Nápoles en la derrota de su equipo ante el Napoli por tres goles a cero. El 8 de septiembre de 2011 se convirtió en el autor del primer gol en el nuevo Juventus Stadium tras aprovechar un rechace del penalti fallado por Fabio Quagliarella.

### Al-Nasr SC

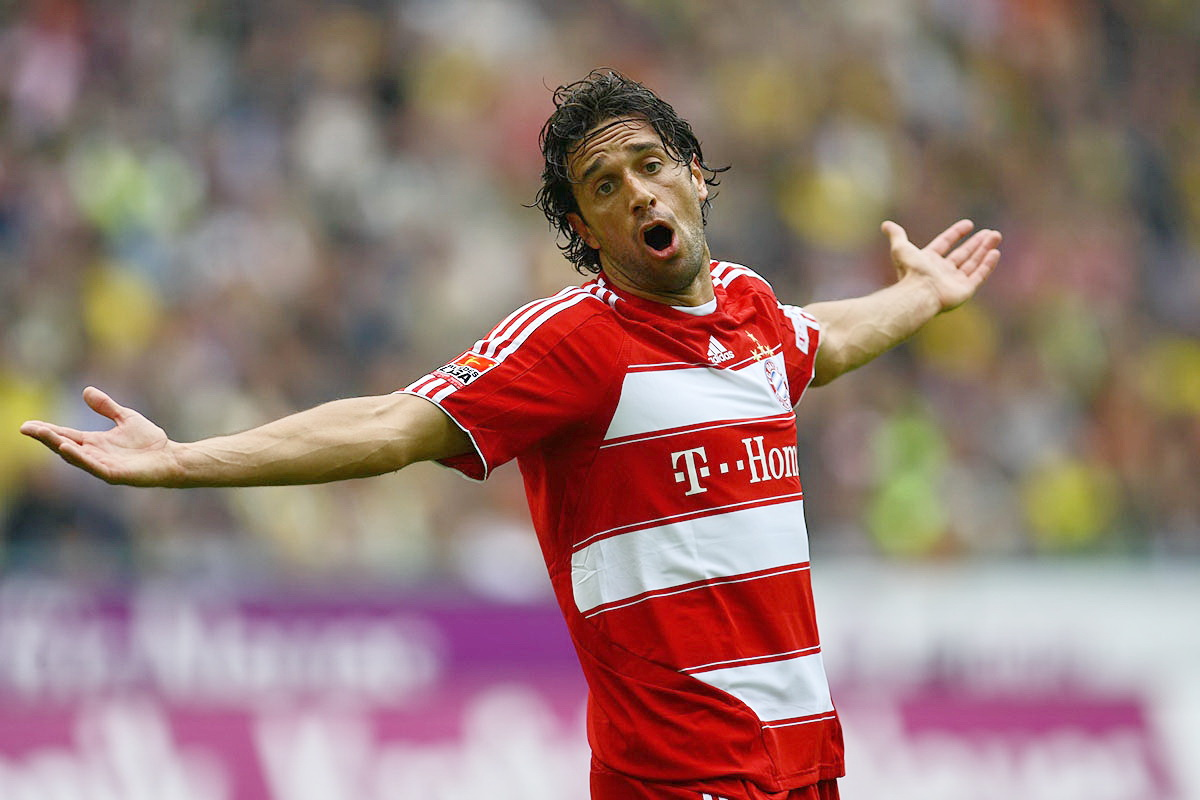
Durante su etapa en el Bayern de Múnich.

Tras una temporada en blanco, el 30 de enero de 2012 la Juventus anunció el pase del delantero al Al-Nasr SC de Dubái (Emiratos Árabes Unidos).

### Fiorentina
Luego de un breve paso por Dubái, es presentado en la Fiorentina como refuerzo el día 31 de agosto del 2012.

### Hellas Verona
El 5 de julio del 2013 se hace oficial su llegada al Hellas Verona de la Serie A (Italia) por carta de libertad con contrato por una temporada. Debutó en la Copa de Italia con un gol y posteriormente en Serie A con doblete y jugando un gran partido frente al Milan.

## Selección nacional
Ha sido internacional con la selección de fútbol de Italia en 47 ocasiones y ha marcado 16 goles. Debutó el 18 de agosto de 2004, en un encuentro amistoso ante la selección de Islandia que finalizó con marcador de 2-0 a favor de los islandeses. Fue unos de los futbolistas titulares durante el torneo de clasificación para la Copa Mundial de Fútbol de 2006 donde llegó a marcar dos goles en un encuentro ante Ucrania. En la Eurocopa de 2008 celebrada en Austria y Suiza, Toni no consiguió anotar.

### Participaciones en Copas del Mundo
| Copa              | Sede     | Resultado | Partidos | Goles |
| ----------------- | -------- | --------- | -------- | ----- |
| Copa Mundial 2006 | Alemania | Campeón   | 6        | 2     |

### Participaciones en Eurocopas
| Copa          | Sede            | Resultado        | Partidos | Goles |
| ------------- | --------------- | ---------------- | -------- | ----- |
| Eurocopa 2008 | Austria · Suiza | Cuartos de final | 4        | 0     |

### Participaciones en Copa FIFA Confederaciones
| Copa                           | Sede      | Resultado    | Partidos | Goles |
| ------------------------------ | --------- | ------------ | -------- | ----- |
| Copa FIFA Confederaciones 2009 | Sudáfrica | Primera fase | 3        | 0     |

## Estadísticas

### Clubes
| Club | Temporada     | Div.          | Liga  | Liga  | Copas nacionales(1) | Copas nacionales(1) | Torneos internacionales(2)         | Torneos internacionales(2)         | Otros(3) | Otros(3) | Total | Total |
| Club | Temporada     | Div.          | Part. | Goles | Part.               | Goles               | Part.                              | Goles                              | Part.    | Goles    | Part. | Goles |
| --- | ------------- | ------------- | ----- | ----- | ------------------- | ------------------- | ---------------------------------- | ---------------------------------- | -------- | -------- | ----- | ----- |
| Rosario Central · Italia | 1994-95       | 3.ª           | 7     | 2     | –                   | –                   | –                                  | –                                  | 2        | 1        | 9     | 3     |
| Rosario Central · Italia | 1995–96       | 3.ª           | 25    | 5     | –                   | –                   | –                                  | –                                  | –        | –        | 25    | 5     |
| Rosario Central · Italia | Total         | Total         | 32    | 7     | –                   | –                   | –                                  | –                                  | 2        | 1        | 34    | 8     |
| Empoli F. C. · Italia | 1996-97       | 2.ª           | 3     | 1     | 0                   | 0                   | –                                  | –                                  | –        | –        | 3     | 1     |
| Rosario Central · Italia | 1997-98       | 3.ª           | 26    | 2     | –                   | –                   | –                                  | –                                  | 4        | 2        | 30    | 4     |
| Rosario Central · Italia | 1998-99       | 3.ª           | 31    | 15    | –                   | –                   | –                                  | –                                  | 2        | 1        | 33    | 16    |
| Rosario Central · Italia | 1999-00       | 2.ª           | 35    | 15    | 4                   | 1                   | –\|Rosario Central\|colspan="2"\|– | –\|Rosario Central\|colspan="2"\|– | 39       | 16       |       |       |
| L.R. Vicenza · Italia | 2000-01       | 1.ª           | 31    | 9     | 2                   | 0                   | –                                  | –                                  | –        | –        | 33    | 9     |
| Brescia Calcio · Italia | 2001-02       | 1.ª           | 28    | 13    | 4                   | 1                   | 2                                  | 0                                  | –        | –        | 34    | 14    |
| Brescia Calcio · Italia | 2002-03       | 1.ª           | 16    | 2     | 0                   | 0                   | –                                  | –                                  | –        | –        | 16    | 2     |
| Brescia Calcio · Italia | Total         | Total         | 44    | 15    | 4                   | 1                   | 2                                  | 0                                  | –        | –        | 50    | 16    |
| U. S. Palermo · Italia | 2003-04       | 2.ª           | 45    | 30    | 2                   | 0                   | –                                  | –                                  | –        | –        | 47    | 30    |
| U. S. Palermo · Italia | 2004-05       | 1.ª           | 35    | 20    | 1                   | 1                   | –                                  | –                                  | –        | –        | 36    | 21    |
| U. S. Palermo · Italia | Total         | Total         | 80    | 50    | 3                   | 1                   | –                                  | –                                  | –        | –        | 83    | 51    |
| Fiorentina · Italia | 2005-06       | 1.ª           | 38    | 31    | 4                   | 2                   | –                                  | –                                  | –        | –        | 42    | 33    |
| Fiorentina · Italia | 2006-07       | 1.ª           | 29    | 16    | 0                   | 0                   | –                                  | –                                  | –        | –        | 29    | 16    |
| Fiorentina · Italia | Total         | Total         | 67    | 47    | 4                   | 2                   | –                                  | –                                  | –        | –        | 71    | 49    |
| Bayern de Múnich · Alemania | 2007-08       | 1.ª           | 31    | 24    | 4                   | 5                   | 11                                 | 10                                 | 0        | 0        | 46    | 39    |
| Bayern de Múnich · Alemania | 2008-09       | 1.ª           | 25    | 14    | 2                   | 1                   | 8                                  | 3                                  | –        | –        | 35    | 18    |
| Bayern de Múnich · Alemania | 2009-10       | 1.ª           | 4     | 0     | 2                   | 1                   | 2                                  | 0                                  | –        | –        | 8     | 1     |
| Bayern de Múnich · Alemania | Total         | Total         | 60    | 38    | 8                   | 7                   | 21                                 | 13                                 | 0        | 0        | 89    | 58    |
| Bayern de Múnich II · Alemania | 2009-10       | 3.ª           | 2     | 0     | –                   | –                   | –                                  | –                                  | –        | –        | 2     | 0     |
| A. S. Roma · Italia | 2009-10       | 1.ª           | 15    | 5     | 2                   | 0                   | 0                                  | 0                                  | –        | –        | 17    | 5     |
| Genoa C. F. C. · Italia | 2010-11       | 1.ª           | 16    | 3     | 2                   | 4                   | –                                  | –                                  | –        | –        | 18    | 7     |
| Juventus F. C. · Italia | 2010-11       | 1.ª           | 14    | 2     | 1                   | 0                   | 0                                  | 0                                  | –        | –        | 15    | 2     |
| Juventus F. C. · Italia | 2011-12       | 1.ª           | 0     | 0     | 0                   | 0                   | –                                  | –                                  | –        | –        | 0     | 0     |
| Juventus F. C. · Italia | Total         | Total         | 14    | 2     | 1                   | 0                   | 0                                  | 0                                  | –        | –        | 15    | 2     |
| Al-Nasr S. C. · EAU | 2011-12       | 1.ª           | 8     | 3     | 2                   | 2                   | 3                                  | 0                                  | –        | –        | 13    | 5     |
| A. C. F. Fiorentina · Italia | 2012-13       | 1.ª           | 27    | 8     | 1                   | 0                   | –                                  | –                                  | –        | –        | 28    | 8     |
| Hellas Verona · Italia | 2013-14       | 1.ª           | 34    | 20    | 2                   | 1                   | –                                  | –                                  | –        | –        | 36    | 21    |
| Hellas Verona · Italia | 2014-15       | 1.ª           | 38    | 22    | 1                   | 1                   | –                                  | –                                  | –        | –        | 39    | 23    |
| Hellas Verona · Italia | 2015-16       | 1.ª           | 23    | 6     | 2                   | 1                   | –                                  | –                                  | –        | –        | 25    | 7     |
| Hellas Verona · Italia | Total         | Total         | 95    | 48    | 5                   | 3                   | –                                  | –                                  | –        | –        | 100   | 51    |
| Total carrera | Total carrera | Total carrera | 584   | 267   | 38                  | 21                  | 26                                 | 13                                 | 8        | 4        | 658   | 306   |
| (1) Incluye datos de la Copa Italia, Copa de Alemania y Copa de Liga de los Emiratos Árabes Unidos. (2) Incluye datos de la Copa Intertoto de la UEFA, Copa de la UEFA, Liga de Campeones de la UEFA y Liga de Campeones de la AFC. (3) Incluye datos de los Playoffs de la Serie C1 y Coppa Italia Serie C. |               |               |       |       |                     |                     |                                    |                                    |          |          |       |       |

## Palmarés

### Títulos nacionales
| Título           | Club             | País     | Año     |
| ---------------- | ---------------- | -------- | ------- |
| Serie B          | U. S. Palermo    | Italia   | 2003-04 |
| 1. Bundesliga    | Bayern de Múnich | Alemania | 2007-08 |
| Copa de la Liga  | Bayern de Múnich | Alemania | 2007    |
| Copa de Alemania | Bayern de Múnich | Alemania | 2007-08 |
| 1. Bundesliga    | Bayern de Múnich | Alemania | 2009-10 |
| Copa de Alemania | Bayern de Múnich | Alemania | 2009-10 |

### Títulos internacionales
| Título                  | Club   | Sede     | Año  |
| ----------------------- | ------ | -------- | ---- |
| Copa Mundial de la FIFA | Italia | Alemania | 2006 |

### Distinciones individuales
| Distinción                                | Año     |
| ----------------------------------------- | ------- |
| Máximo goleador de la Serie B             | 2003-04 |
| Máximo goleador de la Serie A             | 2005-06 |
| Bota de Oro                               | 2005-06 |
| Equipo ideal de la Copa Mundial de Fútbol | 2006    |
| Máximo goleador de la 1. Bundesliga       | 2007-08 |
| Máximo goleador de la Copa de la UEFA     | 2007-08 |
| Máximo goleador de la Serie A             | 2014-15 |

### Condecoraciones
| Condecoración                                          | Año  |
| ------------------------------------------------------ | ---- |
| Oficial de la Orden al Mérito de la República Italiana | 2006 |